# Dan Roundfield
Danny Thomas „Dan” Roundfield (ur. 26 maja 1953 w Detroit, zm. 6 sierpnia 2012 na Arubie) – amerykański koszykarz, skrzydłowy. Uczestnik spotkań gwiazd NBA.
Po ukończeniu Chadsey Senior High School Roundfield kontynuował naukę oraz grę na was Central Michigan University. W tym czasie był wybierany dwukrotnie do składu All-Mid-American Conference Team, a w 1975 roku otrzymał nagrodę dla najlepszego gracza konferencji - M.A.C. Player of the Year.
Pomimo wyboru w drafcie do NBA, w 1975 roku przez Cleveland Cavaliers, swoją zawodową karierę rozpoczął w konkurencyjnej lidze ABA w zespole Indiana Pacers. W kolejnym sezonie, po rozwiązaniu ligi ABA, Pacers przyłączyli się do NBA. 9 czerwca 1978 roku podpisał, jako wolny agent, umowę z klubem Hawks, w którym spędził kolejne 6 lat. W tym czasie był trzykrotnie powoływany do udziału w meczu gwiazd NBA, niestety z powodu kontuzji nie mógł wystąpić w edycji 1982. Podczas swojego debiutu w spotkaniu gwiazd, w 1980 roku, zanotował 18 punktów oraz 13 zbiórek w 27 minut. Jednak George Gervin uzyskał aż 34 punkty i to jemu przypadła w udziale nagroda MVP.
W trakcie występów w Atlancie Roundfield był też aż pięciokrotnie wybierany do składów najlepszych obrońców ligi, trzykrotnie do pierwszego i dwukrotnie do drugiego. Nominowano go także do drugiego składu najlepszych zawodników ligi w 1980 roku.
18 czerwca 1984 roku został wytransferowany do Detroit Pistons w zamian za Antoine Carra, Cliffa Levingstona oraz wybór drugiej rundy draftu 1986 roku (Augusto Binelli). Po nieco słabszym sezonie został wysłany do Waszyngtonu. Pistons otrzymali natomiast Mike'a Gibsona oraz Ricka Mahorna. Ostatnie dwa lata jego kariery nie należały do udanych o pogłębiające się kontuzje spowodowały, iż w 1987 roku rozstał się z NBA. Próbował jeszcze swoich sił w Europie, w barwach włoskiego Auxilium Torino, jednak również ze zmiennym szczęściem. Po tym epizodzie zdecydował się na definitywne zakończenie kariery sportowej.
Zmarł tragicznie 6 sierpnia 2012 na Arubie, podczas próby ratowania swojej topiącej się żony, utonął.

## Osiągnięcia
NCAA
- Uczestnik rozgrywek Sweet 16 turnieju NCAA (1975)
- Mistrz sezonu regularnego konferencji Mid-American (MAC – 1975)
- Zawodnik roku konferencji MAC (1975)[5]
- Zaliczony do I składu MAC (1974, 1975)
- Klub Central Michigan Chippewas zastrzegł należący do niego numer 32

NBA
- 3-krotnie wybierany do udziału w meczu gwiazd NBA (1980–1982)[6]. Z powodu kontuzji nie wystąpił w 1981 oraz 1982 roku[7][8].
- Uczestnik meczu gwiazd Legend NBA (1991–1993)[9]
- Wybrany do:
  - I składu NBA defensywnego NBA (1980, 1982–1983)[10]
  - II składu:
    - NBA (1980)[11]
    - defensywnego NBA (1981, 1984)[10]
- 4–krotny zawodnik tygodnia NBA (16.12.1979, 14.12.1980, 22.11.1981, 25.12.1983)[12]